# Guarcino
Guarcino ist eine Gemeinde in der Provinz Frosinone in der italienischen Region Latium mit 1506 Einwohnern (Stand 31. Dezember 2023). Sie liegt 85 km östlich von Rom und 23 km nordwestlich von Frosinone.

## Geographie
Guarcino liegt in den Monti Ernici.
Es ist Mitglied der Comunità Montana Monti Ernici.
Die Nachbargemeinden sind Alatri, Filettino, Fiuggi, Morino (AQ), Torre Cajetani, Trevi nel Lazio, Trivigliano und Vico nel Lazio.

## Geschichte
Guarcino war seit dem 8. Jahrhundert v. Chr. ein befestigter Ort der Herniker, bevor es von den Römern erobert wurde und unter dem Namen Varcenum in ihr Reich integriert wurde. Sie erbauten zwei große Tempel für Mars und Apollo.
Die Verbindung zu Rom blieb bis ins Mittelalter eng. Papst Bonifatius VIII. erbaute im 13. Jahrhundert einen Palast für seine Familie.

## Bevölkerungsentwicklung
| Jahr      | 1881 | 1901 | 1921 | 1936 | 1951 | 1971 | 1991 | 2001 |
| --------- | ---- | ---- | ---- | ---- | ---- | ---- | ---- | ---- |
| Einwohner | 2912 | 3046 | 4012 | 2916 | 2901 | 2144 | 1691 | 1662 |

Quelle: ISTAT

## Politik
Giuseppe Di Vico wurde im April 2005 zum Bürgermeister gewählt und am 28. März 2010 wiedergewählt.

## Tourismus
Im Gemeindegebiet, auf 1800 m Höhe, liegt das Skigebiet Campo Catino, das vor allem von Römern besucht wird. Auf dem Campo Catino steht auch ein 1986 erbautes astronomisches Observatorium.

## Kulinarische Spezialitäten
Der Prosciutto di Guarcino ist ein Schinken, der ausschließlich von Schweinefleisch aus der engeren Umgebung nach traditionellem Rezept hergestellt wird. Im Juli findet jedes Jahr die Festa del Prosciutto in Guarcino statt.